# لکه تار
لکه تار یک ناحیه در میدان بینایی با تاری دیداست که یا اندکی اعوجاج دارد یا کاملاً محو و تاریک است؛ ولی توسط یک ناحیه دید معمولی احاطه شده‌است.

## واژه گزینی
در فرهنگستان زبان و ادبیات فارسی واژه سیاه‌نقطه معرفی شده‌است. به رغم این دربارهٔ این عارضه باید دانست که:
- یک نقطه نیست
- سیاه نیست

## آسیب‌شناسی
علت اساسی لکه تار، تخریب قشر بینایی مغز می‌باشد.